# Двійково-раціональне число

Двійково-раціональні числа в інтервалі від 0 до 1.

Двійково-раціональні числа — раціональні числа, знаменник яких є степенем двійки. Інакше кажучи, числа виду {\displaystyle {\tfrac {m}{2^{n}}}}, де {\displaystyle m} ціле число, а {\displaystyle n} натуральне. Наприклад, 1/2 і 3/8 двійково-раціональні, а 1/3 — ні. Саме ці числа мають скінченне подання в двійковій системі числення.

## Властивості
- Двійково-раціональні числа замкнуті відносно додавання, віднімання, і множення, але не ділення.
  - Зокрема, двійково-раціональні числа утворюють підкільце раціональних чисел.
- Двійково-раціональні числа утворюють всюди щільну множину на дійсній прямий.

## Застосування
- Дюйм зазвичай ділять двійково-раціональними числами.
- Стародавні єгиптяни використовували двійковій-раціональні числа, зі знаменниками до 64[1].
- Розмір у західній музичній нотації традиційно записують двійково-раціональними числами (наприклад: 2/2, 4/4, 6/8. . . ).
  - Інші варіанти, так звані «ірраціональні» розміри, введені композиторами в XX столітті, не відповідають ірраціональним числам, тому що вони, як і раніше, складаються з співвідношень цілих чисел. По-справжньому ірраціональний розмір використовується рідко, але один приклад, {\displaystyle {\sqrt {42}}/1}, з'являється у Нанкарроу[ru] в «Етюдах для механічного піаніно»[en]  .

- Як тип даних, які використовуються комп'ютерами, числа з рухомою комою часто визначають як цілі числа, помножені на додатні або від'ємні степені двійки, і таким чином усі числа, які можна подати, наприклад, у форматі IEEE з рухомою комою, є двійково-раціональними.
  - Це стосується більшості типів даних з нерухомою комою.